# Daniel Carcillo
Daniel Carcillo (né le 28 janvier 1985 à King City, dans la province de l'Ontario au Canada) est un joueur professionnel canadien de hockey sur glace.

## Carrière
Réclamé par les Penguins de Pittsburgh au troisième tour du repêchage de 2003 de la Ligue nationale de hockey alors qu'il évolue pour le Sting de Sarnia de la Ligue de hockey de l'Ontario. Malgré cette sélection, il poursuit en LHO pour deux autres saisons avec Sarnia et les IceDogs de Mississauga. Il participe avec l'équipe LHO au Défi ADT Canada-Russie en 2003.
Devenant joueur professionnel en 2005, il rejoint alors le club affilié aux Penguins dans la Ligue américaine de hockey, les Penguins de Wilkes-Barre/Scranton, disputant également six rencontres en ECHL avec les Nailers de Wheeling.
Échangé au cours de la saison 2006-2007 aux Coyotes de Phoenix en retour de Georges Laraque, il effectue avec les Coyotes ses débuts en LNH. S'alignant pour 18 parties avec le club de l'Arizona, il obtient sept points et 74 minutes de punitions.
Agissant en tant que joueur réserviste pour la saison 2007-2008, il ne dispute que 57 rencontres avec les Coyotes mais réussit tout de même à dominer la ligue au chapitre des minutes de pénalités alors qu'il en récolte 324.
Passant aux Flyers de Philadelphie à la date limite des transactions le 4 mars 2008 en retour de Scottie Upshall, il aide les Flyers à atteindre la finale de la Coupe Stanley en 2010.
Le 1er juillet 2011, il signe un contrat d'un an avec les Blackhawks de Chicago. Il signe un autre contrat de deux ans avec ces derniers, le 16 mars 2012.
Le 24 juin 2013, lui et les Blackhawks, gagnent la Coupe Stanley en éliminant les Bruins de Boston, 4-2.
Le 16 juillet 2013, il est échangé aux Kings de Los Angeles pour un choix conditionnel de sixième ronde au repêchage de 2015.
Le 4 janvier 2014, il est échangé aux Rangers de New York contre un choix de septième ronde au repêchage de 2014. Il retourne par la suite aux Blackhawks pour une saison avant de se retirer de la compétition.

## Statistiques
Pour les significations des abréviations, voir Statistiques du hockey sur glace.
| Saison     | Équipe                 | Ligue      |     | Saison régulière | Saison régulière | Saison régulière | Saison régulière | Saison régulière |   | Séries éliminatoires | Séries éliminatoires | Séries éliminatoires | Séries éliminatoires | Séries éliminatoires |
| Saison     | Équipe                 | Ligue      | PJ  | B                | A                | Pts              | Pun              | PJ               | B | A                    | Pts                  | Pun                  |                      |                      |
| 2001-2002  | Milton Merchants       | LHJPO      | 47  | 15               | 16               | 31               | 162              | -                | - | -                    | -                    | -                    |                      |                      |
| 2002-2003  | Sting de Sarnia        | LHO        | 68  | 29               | 37               | 66               | 157              | 6                | 0 | 4                    | 4                    | 14                   |                      |                      |
| 2003-2004  | Sting de Sarnia        | LHO        | 61  | 30               | 29               | 59               | 148              | 4                | 1 | 2                    | 3                    | 12                   |                      |                      |
| 2004-2005  | Sting de Sarnia        | LHO        | 12  | 2                | 7                | 9                | 40               | -                | - | -                    | -                    | -                    |                      |                      |
| 2004-2005  | IceDogs de Mississauga | LHO        | 20  | 8                | 10               | 18               | 75               | 5                | 3 | 1                    | 4                    | 18                   |                      |                      |
| 2005-2006  | Penguins de WBS        | LAH        | 51  | 11               | 13               | 24               | 311              | 11               | 1 | 0                    | 1                    | 47                   |                      |                      |
| 2005-2006  | Nailers de Wheeling    | ECHL       | 6   | 3                | 2                | 5                | 32               | -                | - | -                    | -                    | -                    |                      |                      |
| 2006-2007  | Penguins de WBS        | LAH        | 52  | 21               | 9                | 30               | 183              | -                | - | -                    | -                    | -                    |                      |                      |
| 2006-2007  | Coyotes de Phoenix     | LNH        | 18  | 4                | 3                | 7                | 74               | -                | - | -                    | -                    | -                    |                      |                      |
| 2007-2008  | Rampage de San Antonio | LAH        | 5   | 2                | 1                | 3                | 16               | -                | - | -                    | -                    | -                    |                      |                      |
| 2007-2008  | Coyotes de Phoenix     | LNH        | 57  | 13               | 11               | 24               | 324              | -                | - | -                    | -                    | -                    |                      |                      |
| 2008-2009  | Coyotes de Phoenix     | LNH        | 54  | 3                | 7                | 10               | 174              | -                | - | -                    | -                    | -                    |                      |                      |
| 2008-2009  | Flyers de Philadelphie | LNH        | 20  | 0                | 4                | 4                | 80               | 5                | 1 | 1                    | 2                    | 5                    |                      |                      |
| 2009-2010  | Flyers de Philadelphie | LNH        | 76  | 12               | 10               | 22               | 207              | 17               | 2 | 4                    | 6                    | 34                   |                      |                      |
| 2010-2011  | Flyers de Philadelphie | LNH        | 57  | 4                | 2                | 6                | 127              | 11               | 2 | 1                    | 3                    | 30                   |                      |                      |
| 2011-2012  | Blackhawks de Chicago  | LNH        | 28  | 2                | 9                | 11               | 82               | -                | - | -                    | -                    | -                    |                      |                      |
| 2012-2013  | Blackhawks de Chicago  | LNH        | 23  | 2                | 1                | 3                | 11               | 4                | 0 | 1                    | 1                    | 6                    |                      |                      |
| 2013-2014  | Kings de Los Angeles   | LNH        | 26  | 1                | 1                | 2                | 57               | -                | - | -                    | -                    | -                    |                      |                      |
| 2013-2014  | Rangers de New York    | LNH        | 31  | 3                | 0                | 3                | 43               | 8                | 2 | 0                    | 2                    | 22                   |                      |                      |
| 2014-2015  | Blackhawks de Chicago  | LNH        | 39  | 4                | 4                | 8                | 54               | -                | - | -                    | -                    | -                    |                      |                      |
| Totaux LNH | Totaux LNH             | Totaux LNH | 429 | 48               | 52               | 100              | 1 233            | 45               | 7 | 7                    | 14                   | 97                   |                      |                      |

## Transactions en carrière
- Repêchage 2003 : réclamé par les Penguins de Pittsburgh (3e choix de l'équipe, 73e choix au total).
- 27 février 2007 : échangé par les Penguins avec leur choix de troisième ronde au repêchage de 2008 (choix échangé ultérieurement aux Rangers de New York qui sélectionnent avec ce choix Tomas Kundratek) aux Coyotes de Phoenix en retour de Georges Laraque.
- 4 mars 2009 : échangé par les Coyotes aux Flyers de Philadelphie en retour de Scottie Upshall et le choix de deuxième ronde des Flyers au repêchage de 2011.
- 1er juillet 2011 : signe à titre d'agent libre avec les Blackhawks de Chicago.
- 16 juillet 2013 : échangé par les Blackhawks aux Kings de Los Angeles en retour d'un choix conditionnel au repêchage de 2015.
- 4 janvier 2014 : échangé par les Kings aux Rangers de New York en retour d'un choix de septième ronde au repêchage de 2014.
- 4 septembre 2014 : invité au camp d'entraînement des Penguins de Pittsburgh à titre de joueur à l'essai (try-out).
- 4 octobre 2014 : signe à titre d'agent libre avec les Blackhawks de Chicago.
- 17 septembre 2015 : annonce son retrait de la compétition.